# غارت ماگدبورگ
غارت ماگدبورگ (آلمانی: Magdeburger Hochzeit) تخریب شهر پروتستانی ماگدبورگ در ۲۰ مه ۱۶۳۱ توسط ارتش امپراتوری و نیروهای اتحادیه کاتولیک بود که در نتیجه آن انجام شد. مرگ حدود ۲۰۰۰۰ نفر از جمله مدافعان و غیر رزمندگان. این رویداد بدترین قتل‌عام جنگ سی ساله در نظر گرفته می‌شود.